# ピッルス
ピッルス(Pillus)は、サルディーニャの特にオリスターノ周辺が発祥のパスタの一種である。麺に似たパスタで、薄いリボン状の帯の形状である。長時間捏ねて作る。牛肉や時には羊肉のブイヨンの中で加熱し、ペコリーノチーズを添えて抵抗される。ブザーキでは、トーストしたサフランで味付けし、粉末にして用いられる。
Lisanzedasはピッルスのバリエーションで、ラザニアのように層に重ねてオーブンで焼く。形はリボン状ではなく、直径7-8インチの大きな円盤状であるが、共通する要素は、パスタの形状ではなく、肉シチューのフィリングとペコリーノである。カリャリ周辺やジーバではLisanzedasのバリエーションが見られ、前者はサフラン、後者はウイキョウで味付けする。